# Sōya Kurokawa
Pour les articles homonymes, voir Kurokawa et Kurokawa (homonymie).
Sōya Kurokawa (黒川 想矢, Kurokawa Sōya), né le 5 décembre 2009 au Japon, dans la préfecture de Saitama, est un acteur japonais.

## Biographie
Sōya Kurokawa est surtout connu pour son rôle de Minato Mugino dans le film L'Innocence (2023) réalisé par Hirokazu Kore-eda, pour lequel il a remporté le Blue Ribbon Award du meilleur nouveau venu.

## Filmographie partielle

### Au cinéma
- 2023 : L'Innocence de Hirokazu Kore-eda : Minato Mugino[2]
- 2024 : Bishu : Mitsuru Ômura[3]

### À la télévision
- 2018 : Tokyo Alien Bros. : Ryota (épisodes 3 à 5)[4]
- 2019 : Emergency Interrogation Room : Shosuke enfant (saison 3, épisode 4)[5]
- 2024 : Quand Takagi me taquine : Nishikata (rôle principal)[6]

## Récompenses et distinctions
| Année | Prix                | Catégorie                      | Œuvre nommée | Résultat | Ref.  |
| ----- | ------------------- | ------------------------------ | ------------ | -------- | ----- |
| 2024  | Blue Ribbon Awards  | Meilleure révélation masculine | L'Innocence  | Lauréat  | [ 1 ] |
| 2024  | Japan Academy Prize | Révélation de l'année          | L'Innocence  | Lauréat  | ,     |